# シュヴァルツェンバッハ・アム・ヴァルト
シュヴァルツェンバッハ・アム・ヴァルト （ドイツ語: Schwarzenbach am Wald、公的な表記はSchwarzenbach a.Wald, ドイツ語発音: [ˈʃvart‿sn̩bax]）は、ドイツ連邦共和国バイエルン州オーバーフランケン行政管区ホーフ郡に属する市。

## 地理
シュヴァルツェンバッハ・アム・ヴァルトはフランケンヴァルト自然公園内のデプラベルク山の麓にある魅力的な風景の中にある。

### 市の構成
本市は、公式には41の地区 (Ort) からなる。このうち孤立農場などを除く集落を以下に列記する。
| - ベルンシュタイン・アム・ヴァルト - デプラ - ゲマインロイト - ゲーレン - ゴッツマンスグリュン - クラインデプラ - レルヒェンヒューゲル - レーマー | - マイアーホーフ - オーバーロイポルツベルク - ピルマースロイト - ポッペングリュン - ロイムラス - ラウシェングルント - ローデック - シェーンブルン | - シュヴァルツェンバッハ・アム・ヴァルト - シュヴァルツェンシュタイン - ゾルク - シュトラーセンドルフ - ティーミッツ - トルン - ウンターロイポルツベルク |

## 歴史
シュヴァルツェンバッハが初めて登場する文献上の記録は、1388年12月14日の日付がある。中世、この地は鉄や銅の鉱石を産出した。1792年からこの地におかれたかつてのプロイセン王国バイロイト侯領のオーバーアムトは、1807年のティルジットの和約でフランスの管理下に置かれ、1810年にバイエルン王国領となった。シュヴァルツェンバッハ自身は、重要な市参事会の自治権を有していた。この地には、ライツェンシュタイン男爵の所領もあった。バイエルン王国の行政改革時代、1818年の自治体令により現在の自治体が成立した。市場町であったシュヴァルツェンバッハ・アム・ヴァルトが市に昇格したのは、1954年4月28日であった。

## 行政
市議会は、市長を含めて21議席から成る。

## 経済と社会資本

### 交通
シュヴァルツェンバッハ・アム・ヴァルトは、連邦道B173沿いに位置する。

### 地元企業
- Deuta-Werke: センサーなど電子部品
- Sägewerk Ströhla:  製材所（ラウシェンハンマーミューレ地区、340年以上の伝統を誇る）

## 引用
1. ↑  https://www.statistikdaten.bayern.de/genesis/online?operation=result&code=12411-003r&leerzeilen=false&language=de Genesis-Online-Datenbank des Bayerischen Landesamtes für Statistik Tabelle 12411-003r Fortschreibung des Bevölkerungsstandes: Gemeinden, Stichtag (Einwohnerzahlen auf Grundlage des Zensus 2011)
2. ↑  Max Mangold, ed (2005). Duden, Aussprachewörterbuch (6 ed.). Dudenverl. p. 714. ISBN 978-3-411-04066-7
3. ↑  Bayerische Landesbibliothek Online